# فولفغانغ سميث
فولفغانغ سميث (بالألمانية: Wolfgang Smith) هو عالم فيزياء مرموق ولد عام 1930. له كتب تروق للفئات المتدينة حيث يؤكد إمكانية بل وأولوية ارتباط عالمي الغيب والشهادة، أو عالم ما وراء الطبيعة وعالم العلم الحديث المبني على التجربة المادية.

## سيرته الذاتية
عالم فيزياء درس الفيزياء والرياضيات وعلم اللاهوت. تمتاز كتاباته بتلاقي فريد بين العلم الحديث والإيمان بالغيب. تخرج من جامعة كونيل، وتلقى شهادة عليا بالفيزياء النظرية من جامعة بوردو، ثم توظف في شركة بل للطائرات، ونال شهادة الدكتوراه في الرياضيات من جامعة كولومبيا، ودرّس في عدد من الجامعات. تقاعد من الحياة الأكاديمية في عام 1992، وتفرغ للكتابة.
ومن ضمن آرائه رفضه لنظرية داروين عن أصل الأنواع وميله لاعتناق فكرة التصميم الذكي. له الكثير من المقالات، كما وضع الأساس النظري لمعالجة مشكلة عودة الدخول في الغلاف الهوائي الأرضي أثناء عمله في شركة بل للطائرات.